# Signe de Chvostek

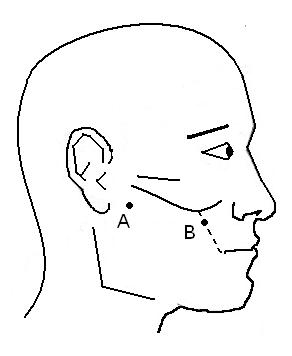
Schéma représentant les points de Chvostek

Le signe de Chvostek appelé également signe du facial, a longtemps été considéré comme propre à la spasmophilie, mais également significatif d’une carence en calcium, d'une carence en magnésium ou de tétanie. Il se traduit par une contraction de la joue et de la partie médiane de la lèvre supérieure, en réponse à la percussion par le marteau à réflexes du médecin. La zone à percuter se situe sur le milieu de la ligne située entre le lobule de l’oreille et la commissure labiale (coin de la bouche).

## Historique
Il a été décrit en 1876 par 
František Chvostek (de)
, médecin tchéco-autrichien, puis indépendamment par Nathan Weiss en 1883.
Deux épreuves de sensibilisation peuvent mettre en évidence le signe de Chvostek dans les cas douteux : l'épreuve d'hyperventilation et le signe de Trousseau.